# Saint-Médard-en-Jalles
Saint-Médard-en-Jalles település Franciaországban, Gironde megyében. Lakosainak száma 32 749 fő (2022. január 1.). Saint-Médard-en-Jalles Saint-Aubin-de-Médoc, Salaunes, Le Temple, Saint-Jean-d’Illac, Martignas-sur-Jalle, Mérignac, Le Haillan és Le Taillan-Médoc községekkel határos.

## Népesség
A település népessége az elmúlt években az alábbi módon változott:
| Lakosok száma | 8955 | 18 665 | 22 064 | 26 934 | 29 178 | 30 547 | 31 145 | 31 808 | 32 357 | 32 749 |
|               | 1968 | 1982   | 1990   | 2006   | 2013   | 2015   | 2017   | 2019   | 2020   | 2022   |